# The Coyote
The Coyote è un cortometraggio muto del 1915 diretto da Guy Oliver.

## Produzione
Il film fu prodotto dalla Selig Polyscope Company.

## Distribuzione
Distribuito dalla General Film Company, il film - un cortometraggio in una bobina - uscì nelle sale cinematografiche statunitensi il 6 luglio 1915.